# غورفکت
غورفکت (به لاتین: Ghurfkat) یک تقسیمات کشوری در تاجیکستان است که در ولایت سغد واقع شده‌است. غورفکت ۲۴ نفر جمعیت دارد.